# Râul Gorova, Bârzava
Râul Gorova este un afluent al râului Bârzava. 

## Hărți
- Harta județului Timiș
- Harta Județului Caraș-Severin